# طرخشقون مسنن الورق
طرخشقون مسنن الورق (باللاتينية: Taraxacum argutifrons) هو نوع نباتي يتبع جنس الطرخشقون من القبيلة الشيكورية.